# آلمانیا ۴۱۸
سیارک ۴۱۸ (به انگلیسی: 418 Alemannia، نامگذاری:1896CV) چهارصد و هجدهمین سیارک کشف شده‌است که در ۷ سپتامبر ۱۸۹۶ و در هایدلبرگ کشف شد.
قدر مطلق سیارک برابر ۹٫۷۷ است.